# Igor Talkov
Igor Vladimirovič Talkov (rusky Игорь Владимирович Тальков; 4. listopadu 1956 – 6. října 1991) byl ruský rockový zpěvák, skladatel, básník a bojovník proti komunistickému režimu. Většina jeho textů – s výjimkou několika lyrických písní – je velmi ostře namířena proti tehdejšímu vládnoucímu sovětskému režimu. Nejznámější jsou „Gospoda-demokraty“, „Stop, dumaju sebe“, „Vrag naroda“, „Rodina maja“, „Globus“, „Rossija“, „Gospodin prezident“, „Ja vernus“. Jeho koncerty často přecházely v setkání, vládl slovem a uměl lidi nadchnout. Občas bývá některými svými příznivci[kým?] přirovnáván k Ježíši Kristu. Byl zastřelen dne 6. října 1991 v Leningradě na stadioně „Jubilejnyj“, a to přímo na koncertě.

## Dětství a mládí
Narodil se v chudé rodině ve vesnici Gretsovka (Ščokino), 7 km od Jasné Poljany (tulská oblast). Oba jeho rodiče strávili dlouhá léta ve vězení jenom za to, že byli dětmi kozáků, otec 12, matka 10 let. Seznámili se v gulagu na Sibiři, kde se narodil i starší Igorův bratr Vladimír. Ani po propuštění nesměli žít blíže než 200 km od Moskvy a ostatních velkých měst, a tak se usídlili v Gretsovce.
Co se týče hudby, Talkov se vzdělával sám. V dětství sice navštěvoval hudební školu, kde hrál na bajan (druh harmoniky), ale toto studium mu podle jeho vlastních slov mnoho nedalo, nenaučil se ani noty. Se svým absolutním hudebním sluchem byl schopen jakoukoli melodii interpretovat i bez nich. Později se sám naučil hrát na kytaru, baskytaru, klavír, housle a akordeon. Také se vzdělal v oboru hudební aranžmá.
Ještě na střední škole založil hudební skupinu. V létě 1975 uspořádali koncert, na němž Igor velmi otevřeně vysvětlil posluchačům, co si myslí o Leonidu Brežněvovi. Odvedla ho milice a sdělili[kdo?] mu obvinění s trestem od 2 do 5 let. Zachránil ho kamarád, který s ním hrál ve skupině - jeho otec byl důstojníkem spec. služeb. Do vězení tedy nešel, zato ale na vojnu ho poslali k pomocnému praporu. Po vojně odjel do Soči, kde pracoval jako kytarista a zpěvák.
Hrál a zpíval v různých skupinách, např. Apríl nebo Kaleidoskop, skládal písně pro ostatní zpěváky - pro Ljudmilu Senčinu, s níž i nějakou dobu zpíval, pro Valerije Ljeontjeva, Stase Namina, Margaritu Těrechovou. Od r. 1986 pracoval společně s Irinou Allegrovou ve skupině Davida Tuchmanova „Elektroklub“, s jehož písní „Čistyje prudy“ (Čisté rybníky) vyhrál soutěž Píseň roku 1987. V r. 1988 založil svou doprovodnou skupinu „Spasatělńyj krug“ - „Záchranný kruh“.
V r. 1989 se M. Molčanov osmělil pustit do éteru jeho píseň „Rossija“ - „Rusko“ v přenosu „Do a po půlnoci“. Rázem se stala hitem a Igor miláčkem národa.

## O hudbě
Písně I. Talkova jsou částečně biografické („Průměrný chlapec“, „Zrzek“, „Tato cesta“, „Scéna“), něžně lyrické („Paměť“, „Letní déšť“, „Moje láska“) a v neposlední řadě jsou obšírnou exkurzí do ruské historie („Páni demokraté“, „Rusko“, „Bývalý podjesaul“ - ten je navíc klasickou ukázkou písně ruského barda). Talkov miloval historii, věnoval mnoho hodin jejímu studiu a na svých koncertech s oblibou prohlašoval, že každé slovo, zazpívané či pronesené na scéně, může dokumentárně doložit. Další jeho texty jsou jen čistě filosofické („Tento svět“, „Oceán nepochopení“, „Maličká planeta“). Většinou jde ale o protest songy proti režimu a komunistickým vůdcům, Leninem počínaje a konče Jelcinem, např. „Stop, myslím si“, „Nepřítel lidu“, „KSSS“, „Globus“, „Satanův ples“ nebo „Pane prezidente“. Zejména ta poslední zřejmě hodně napomohla událostem, které následovaly. Zvláště když ji, jak uvedl na koncertě několik dní před svou smrtí, doručil v dopise přímo prezidentu Jelcinovi přes jeho lékaře. Ale zrovna tak dobře to mohla být už „Rossija“, „Má vlast“, anebo všechno dohromady. Věrchuška ho prostě neměla ráda, báli se ho. Od chvíle, kdy začal vyprodávat velké stadiony, jim byl už nejen nepohodlný, ale i nebezpečný.
Michail Kryžanovskij, bývalý zpravodajský důstojník KGB, žijící nyní v USA, o tom říká v rozhovoru pro Gordon Boulevard : „Lidé ho nadšeně přivítali jako vůdce na Palácovém náměstí v Petrohradě, 22. srpna 1991, a to byl začátek. S tím bylo nutné něco udělat.“ A dále: „Talkov plánoval v říjnu v Kongresovém paláci Jubilejnyj v Petrohradě a v moskevském sportovním komplexu Olympic v listopadu vést svou provokaci. S tím bylo nutno něco udělat naléhavě.“
V r. 1990 sestavil ze svých písní muzikál „Soud“. Společně s diváky v něm soudí všechny, kdo se provinili na jeho milovaném Rusku a mohou za jeho špatnou ekonomickou a politickou situaci, tedy komunistické vůdce.

## O víře
Igor Talkov byl člověkem silně věřícím, hluboce duchovním, je to dost zjevné nejenom z jeho poezie, ale i z celkového projevu a chování. I když byl v posledních dvou letech svého života obrovsky populární, zůstával pořád skromný a laskavý. Jeho přátelé a známí se shodují v tom, že by se s člověkem rozdělil doslova o poslední košili. S rodinou žil v maličkém bytě a své mistrovské texty skládal na pračce v koupelně (názorná ukázka je na youtube v klipu „Globus“, černobílý obrázek). Žertem říkával, že by klidně mohl bydlet i v sudu jako Diogenes. Na hrudi nosil masívní železný kříž, který nikdy nesundaval.
Jednou při procházce narazil na starý zchátralý kostel, otřáslo jím, v jakém byl stavu. Našel zde asi dva metry vysoký kříž, spadlý ze střechy a neváhal si ho odnést domů, kde ho omyl svěcenou vodou a postavil si ho do předsíně. Píše o tom ve své knize „Monolog“: „ Pochopil jsem, že to není obyčejná procházka, ani obyčejný kříž - byl to můj Křest.“
Dále tam píše, jak je důležité se nebát a bojovat se zlem, protože jinak zachvátí postupně celou planetu. Podle jeho názoru Lucifer zaútočil na Rusko v r. 1917. Říkal, že by rád přispěl alespoň malým dílem k boji proti tomuto zlu.

## O vraždě
Jeho smrt je dodnes opředena tajemstvím a je označována za nejzáhadnější vraždu v historii šoubyznysu. Vrah se nikdy nenašel. Obviněni byli bodyguard jeho kolegyně zpěvačky Azizy Igor Malachov a programový ředitel Valerij Shlyafman. Malachov byl později obvinění zproštěn a Shlyafman emigroval do Izraele, který své občany k trestnímu stíhání v jiných zemích nevydává. Oficiální vyšetřovací verze označuje jako vraha právě jeho. Ignoruje přitom skutečnost, že neuměl zacházet se zbraní a podle lékařů, provádějících pitvu se jednalo téměř s určitostí o práci profesionála. Oficiální verze také nevysvětluje, jak je možné, že smrtelně raněný člověk může chodit a mluvit. Později bylo provedeno několik nezávislých vyšetřování, která nabízejí lepší vysvětlení.
Michail Kryžanovskij: "Opět opakuji, ale je to velmi důležité: pouze hlava státu může osobně podepsat politickou vraždu. Plně uznávám, že Gorbačov, který nikdy nepřevzal zodpovědnost, se mohl obrátit na předsedu KGB Vadima Bakatina - jen na žádost „ovlivňovat Talkova“. To stačilo. Bakatin se přirozeně obrátil na Valerije Shlyafmana, správce zpěváka a jeho skupiny „Záchranný kruh“, který Shlyafman začal okamžitě zevnitř rozkládat. Kontroloval, kteří z agentů budou mít přístup k Talkovi na koncertě v Petrohradě dne 6. října: vynořil se Igor Malachov, bodyguard a milenec zpěvačky Azizy Mukhamedovy, hrál roli tvrdého chlapa s pistolí. "Podělte se s ním ... s každým, nejprve se dostane do boje, pak se bude postupovat podle okolností a my vás budeme krýt."
6.10.1991 asi v 16 hodin v zákulisí „Jubilejnyj“ koncertu během dne hvězd začala operace na odstranění Talkova.  V bezprostřední blízkosti zpěváka tam byli dva až čtyři zaměstnanci „z venku“, připraveni pomoci. Vše šlo podle plánu - Malachov dostal Talkova do konfliktu, vyprovokuje rvačku, Shlyafman přiběhl do šatny s křikem: „Má zbraň “!. Talkov vytáhl plynovou pistoli a vrhl se do chodby, kde se jeho stráže snažily odzbrojit Malachova. Talkov střílel třikrát z plynové pistole, ale zpožděné náboje neměly žádný účinek. Malachov vystřelil dvakrát, do podlahy a aparatury, pak se na něj vrhla ochranka zpěváka. Do Talkova střílel jeden z bojovníků, kulka probodla plíce a srdce. Malachov vyběhl na ulici bez zbraně, kde by na něj měl čekat vůz. Aziza, našla zbraň na záchodě, vyběhla za svým milencem a dala mu „zbraň“. Malachov okamžitě zmizel. Igor Nikolaev a Oleg Gazmanov zavolali sanitku. Hostitel koncertu informoval veřejnost o tragédii a požádal lékaře o to, aby se dostavili za jeviště, pokud jsou v hale. Až do tohoto okamžiku je vše víceméně známé. Ale u zraněného byli dva zaměstnanci „zvenku“ (údajně lékaři) - prováděli Talkovi rytmickou masáž hrudníku, která je přísně zakázána při průstřelu srdce. Ujistili se, že zpěvák je mrtvý, zmizeli. - Pokud je vražda plánována speciálními službami, pak to není film, kde je vše rychlé a jednoduché. Například, že je třeba připravit tři skupiny: pozorování (s optickou stabilizací obrazu a rádio), která v ničem nezasahuje, pouze monitoruje a napravuje situaci a výkonnosti (odstřelovače, výbušniny, odborníky na, jedy), jakož i bezpečnosti. Specialisté druhé skupiny v případě potřeby likvidují bodyguardy, policisty nebo svědky, kteří mohou zasahovat. Musí dokončit operaci, pokud umělci neuspěli, odstranili je, pokud tak plánovali, nebo zakryli jejich ústup a zastavili pronásledování. Obecně platí, že Talkov neměl šanci přežít. Malachov.. obdržel pokyny a záruky a brzy se objevil u zastupitelství. Byl vyloučen z obvinění z úmyslné vraždy, ale byl obviněn z vraždy neopatrností, stejně jako nezákonné držení a nošení zbraní.  V dubnu 1992 vyšetřování zjistilo, že Tal'kov byl zabit Shlyafmanem.  V té době už Valerij odešel do Izraele, který ho odmítl vydat a pak se přestěhoval do Spojených států, kde zmizel. Myslím, že Shlyafmanovi bylo nabídnuto zhruba 100 tisíc dolarů a neomezený výjezd do Izraele." Tolik pan Kryžanovskij.
Ale stále ještě zůstává záhadou, jak se Talkov, smrtelně raněn, dokázal přemístit ke zhruba 15 m (!) vzdálenému zrcadlu. Odborníci ujišťují, že s tímto typem zranění může člověk zůstat při vědomí pouze několik sekund.
Nezávislé vyšetřování Jurije Antipova se pokouší na tuto otázku odpovědět. Rekonstruuje situaci minutu po minutě.
16,00. Zpěvačka Aziza je v bufetu sportovní haly. O několik minut později dochází k hádce mezi jejím milencem Malachovem a programovým ředitelem Talkova Shlyafmanem. Přicházejí do šatny zpěváka, kde se otázka nejen nevyřeší, ale ještě vyhrotí.
16,15. Stráže Talkova vyvádějí Malachova na chodbu.
16,17. Shlyafman běží zpět do šatny s křikem „ Igore, má zbraň!“ Talkov vybíhá na chodbu s plynovou pistolí a třikrát vystřelí. Malachov, sražen k zemi strážemi Talkova, vystřelí dvakrát ze svého revolveru „Nagan“.
Bitka je ukončena v 16,20.
Sanitka byla zavolána v 16,37.
Jak je možné, že se zraněný Talkov potuluje po chodbě, navíc nikým nespatřen, téměř 20 minut? Kromě toho svědkové (a přímí účastníci bitky) vypověděli, že ve chvíli jejího ukončení nikde Talkova neviděli.
Podle oficiální vyšetřovací verze byl Talkov raněn na konci bitvy, střílel Valerij Shlyafman z revolveru „nagan“ Igora Malachova. Poté se všichni rozešli do svých šaten. Dost neuvěřitelná představa, Talkov vrávorající po chodbě s kulkou v srdci a kolem něj se v poklidu rozchází šest lidí, každý po svém.
Antipov má své vlastní vysvětlení: Po skončení rvačky všichni místo opouštějí, Talkov jde ke scéně, podívat se, v jaké fázi je vystoupení. Cestou hojně krvácí z ruky, poraněné v souboji. Pak se vrací směrem k šatně, ale u zrcadla ho zasáhne kulka neznámého střelce, který má stejný nagan jako Malachov.
V oficiální vyšetřovací verzi je ale podivuhodných závěrů celá řada a stejně záhadný je celý způsob vedení vyšetřování. Např. nikdo z podezřelých nebyl zajištěn vazbou. Igor Malachov se sám přihlásil na policii 14 dní po vraždě. Rekonstrukce události byla provedena až s odstupem několika měsíců a obraz, který vytváří, je podle J. Antipova hodný scény z filmu Matrix (Malachov leží na zemi, kde na něm klečí Talkov se svými třemi bodyguardy a bijí ho hlava nehlava. Náhle se zázrakem „dostane na nohy“ a zároveň se odkloní z dosahu střely z pistole, kterou uchvátil Shlyafman. Ten z ní vystřelí nikoli „do prostoru“, ale přesně „na desítku“, tj. přímo do srdce Igora Talkova. Znovu upozorňuji, že Shlyafman neprošel žádným bojovým výcvikem, nesloužil dokonce ani v armádě.). Takřka všichni přímí svědci se shodují v tom, že po skončení konfliktu Igora Talkova nikde neviděli - tento fakt ale vyšetřovatelé zcela ignorují. Další přímí svědci (zpěváci Oleg Gazmanov, Igor Nikolajev - přitom právě tito dva volali jako první sanitku! - a režisér Mark Rubinstein) nejsou dokonce ani vyslechnuti. Posledně jmenovaný o tom později hovoří ve svém pořadu. „Viděl jsem neznámého člověka ve žlutém tričku poblíž bojující skupiny.“ O tomtéž člověku ve žlutém tričku se zmiňuje ve své výpovědi rovněž stráž Talkova Arkadij Bondarenko. Jeho slova ale vyšetřovatelé také úplně ignorovali.
Talkov je pohřben na hřbitově Vagaňkovskoje. Při pohřbu 9.10. 1991 nesly jeho rakev význačné osobnosti ruské kultury a šoubyznysu a také byl vyhlášen státní smutek. U jeho mohyly se každoročně na výročí úmrtí i narození scházejí doslova davy lidí.
V r. 1993 bylo v Moskvě otevřeno muzeum Igora Talkova. Přičinili se o to jeho obdivovatelé a přátelé.
Také vzniklo Divadlo písně I. Talkova, které si klade za cíl pomáhat mladým talentům.
Syn Talkova, rovněž Igor, zpívá otcovy písně a udržuje tak jeho památku živou.
V r. 2017 mu byl v rodném Ščokinu odhalen památník s bronzovou sochou.
Obdivovatelé se snaží o jeho svatořečení, ale zatím neúspěšně.

## Filmové role
Talkov také hrál ve dvou filmech, "Knjaz Serebrjannyj" - "Kníže Stříbrný" a "Za poslednoj čertoj" - "Za poslední linkou " a ke třem dalším skládal hudbu.
"Kníže Stříbrný" se mu nelíbil - v polovině natáčení se změnil režisér a z původního scénáře na motivy knihy Alexeje Tolstého nezbylo prakticky nic. Změnil se i název filmu, nyní se jmenuje " Car Ivan Hrozný" , protože Igor odmítl film dokončit. ( Hovoří o tom ve své knize "Monolog" a také na youtube ). Dostavil se na premiéru a omlouval se divákům, prosil je, ať se na film nedívají.

## Zajímavosti
V létě 1988 pozvala Igora na koncertní turné se svým divadlem Alla Pugačova. Odehrál ale pouze jeden koncert, a to ve Sverdlovsku[nepřesný odkaz]. Zpíval své lyrické písně a také několik rockových („Průměrný chlapec“ a „Tato cesta“). Během závěrečného potlesku se ještě vrátil a jakoby mimochodem se zeptal diváků, jak jsou spokojeni s „přestavbou“. Poté se jal zpívat svou tehdy novou píseň „ Stop, myslím si ! “ Ovace nebraly konce, lidé tleskali vestoje a Igor obíhal celý stadion několikrát jako vítěz. Na druhý den vzkázala A. Pugačova po svém administrátorovi, že Talkov už u ní skončil. Prý už vystupovat nesmí. Igor se ptal, proč, a administrátor vyjádřil domněnku, že to bude nejspíš kvůli tomu obrovskému úspěchu - Pugačova prý nesnáší, když má někdo větší potlesk než ona.
V tomtéž roce ho pozvali do programu „Vzgljad“ (česky „vzhled“ nebo také „názor“). Talkov o tom píše ve svém „Monologu“ : " Když jsem se přišel slušně zeptat, kolik mohu zpívat písní a které, odpověděl mi Ljubimov chladným mlčením. Večer, těsně před vystoupením, jsem uviděl na rozpisu koncertu u svého jména nápis obyčejnou tužkou : "Jen jednu píseň a jen "Průměrného chlapce" ! " Kolem se to ježilo vykřičníky. Tak za prvé - když jsem chtěl s touto písní vystoupit o rok dříve, bylo mi sděleno, že je textově nevhodná, jsou zde zakázaná slova "rock" a "chrám". Doporučili mi, ať je nahradím vhodnějšími, což jsem odmítl. A za druhé - mezitím jsem píseň věnoval Valerii Ljeontjevu, který z ní učinil hit. Sami snad chápete, že v této situaci jsem "Průměrného chlapce" zpívat nemohl. Vyšel jsem na podium a představil svůj program sociálních písní - "Kremelskou stěnu", "Stop, myslím si" a "Nepřítele lidu". Bylo mi jasné, že "Vzgljadovci" nevěří svým uším. Pokoušeli se několikrát vystoupení přerušit, ale lidé jim to nedovolili. Zbořili ohradu a tleskali vstoje. Nakonec mě ale přece jenom donutili odejít. Když už jsem byl doma, zazvonil telefon a volal mi administrátor. Prý Listjev, Ljubimov a Zacharov běhali jeden za druhým a hádali se, čí je to vina, kdo nechal Talkova vystoupit. Také jim prý volali ze 4. odd. KGB. "Teď nás všechny vyhodí a program zruší" - brečeli vespolek. Listjev řval, že odteď smí Talkov do programu jen přes jeho mrtvolu. To se mu splnilo.
Dvakrát byl Talkov jen krůček od smrti. Poprvé, když si v dětství chlapci hráli a navzájem se mezi sebou škrtili. Igora přiškrtili tak silně, že jej nebylo možné vzbudit. Ve svém „Monologu“ o tom píše : "Otevřel se přede mnou jakýsi červený tunel a slyšel jsem překrásnou hudbu.. a také vzdálený, polyfonní šepot. Bylo to nádherné, ale najednou se hudba změnila v nepříjemné zvuky, jako kdyby někdo mlátil do kolejnice. Probral jsem se a viděl, jak můj bratr klečí na mé hrudi a bije mě po tvářích. Zoufale přitom křičel : "Znáš mě, víš, kdo jsem ? " "Ano, " odpověděl jsem, " jsi můj bratr Vladimír." Později mi kamarádi řekli, že jsem byl v bezvědomí plné tři hodiny. Snažili se mě přivést k sobě, zkoušeli umělé dýchání, polévali mě studenou vodou - nic nepomáhalo. Zavolat na pomoc dospělé se chlapci báli. Nakonec mě naštěstí probudili."
Podruhé málem zemřel během turné po Tádžikistánu. Aparatura vydávala falešný zvuk, kterého se nijak nemohli zbavit. Místní elektrikář jim poradil uzemnit ji na 380 V. Fungovalo to výborně, odehráli koncert a Igor se klaněl obecenstvu. náhle rozhodil rukama a spadl na podium v jakési neuvěřitelné pozici. Hudebníci ze „Záchranného kruhu“ společně s Vladimírem Talkovem (opět byl tehdy nablízku! - pracoval pro „Záchranný kruh“ jako výtvarník) okamžitě instinktivně povytahovali všechny kabely ze zásuvky. Igora pak přivedli k vědomí poměrně rychle, ale měl úplně přiškvařené prsty ke strunám kytary. Nějakou dobu po této události nechtěl brát do rukou mikrofon, prosil ho vždy omotat izolací.